# 比尔森啤酒

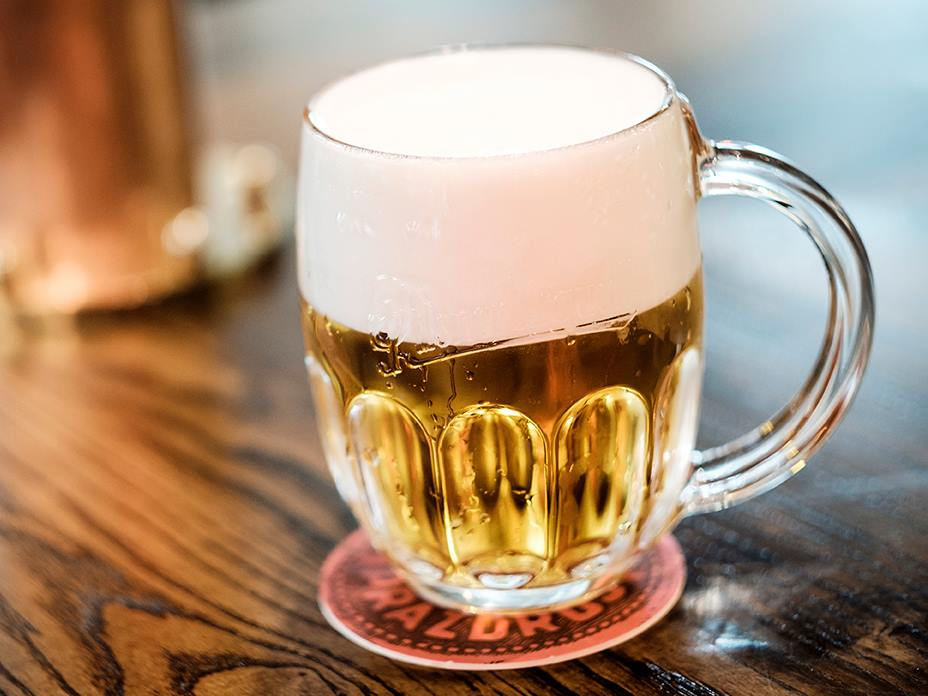
正宗的比尔森啤酒

比尔森啤酒，常常被简称为比尔森（德语：pils，英语：pilsener），也叫比尔森式啤酒，一般指的是使用比尔森式酿造法制出的啤酒。它源自奥地利帝国波西米亚苏台德地区的比尔森市（现属捷克），是一种使用下层发酵法，浅色麦芽和苦味较重的啤酒花酿造的窖藏啤酒（拉格啤酒），麦汁浓度不超过12.5度，酒精度多在5%以下。

## 历史
直到19世纪40年代，绝大多数的捷克啤酒使用的还是较原始的上层发酵法，酿制出的啤酒一般既暗淡又混浊，且产品的口感往往很不稳定，使顾客们经常对酒的品質抱怨不已。到了1839年，比尔森市的市民们终于对这种状况忍无可忍，他们决定集资建立一座他们自己的酿酒厂：“市民酿酒厂”。新酒厂计划采用的是源自德国巴伐利亚先进的下层发酵法，它将使啤酒的清澈度，香味和保鲜期获得很大的提升。为此酒厂专门聘请了巴伐利亚著名酿酒师约瑟夫·格罗尔（1813-1887）来设计、研究新啤酒的制作工艺，后者最后大胆采用了当时新诞生不久的浅色麦芽，使得啤酒呈现出日后成为比尔森啤酒标志的金黄色。1842年10月5日，第一桶比尔森啤酒终于面世。新式麦芽带来的迷人金黄色泽，比尔森市引以为傲的甘甜水源，左近扎泰茨的上等啤酒花和当时最先进的巴伐利亚窖藏啤酒发酵法，这些因素通通添加到一起使得皮尔森啤酒一经面世就立即引起了轰动。恰恰那正是铁路刚刚问世不久并迅猛发展的年代，随着交通方式的进步，很快皮尔森啤酒和皮尔森酿造法便在整个中欧普及开来。

## 近现代
随着19世纪末卡尔·冯·林德将现代冷冻技术引进到德国，过去对下层发酵法来说不可少的用来维持发酵时低温环境的大地窖变得不再必要，这使许多过去因条件不足无法酿造比尔森式啤酒的地方也得以开始酿造比尔森式啤酒。然而，直到不久之前，正宗的经典式比尔森啤酒依然在使用酒厂下的大地窖和传统的敞开式酒桶。这一传统技术到了1993年才开始被大型窖用酒罐取代。但传统方法依然用于生产少量的样酒以测试酒的质量好坏。

## 今日
比尔森啤酒以世界上首种“金色啤酒”著称。现代比尔森啤酒的色泽从淡黄色到金黄色不等，所使用的香料和味道都有很大的不同：比如在原产地捷克，比尔森啤酒的口味一般比较清淡，而德国产的比尔森啤酒的口感往往要苦一些（尤其在比尔森啤酒比较流行的北德），有时甚至有类似泥土的味道。